# Billy Ray Cyrus
Billy Ray Cyrus (Flatwoods, Kentucky, 25 d'agost del 1961) és un actor, compositor i cantant de música country estatunidenc. Cyrus ha tingut vendes multi-platí, i ha posicionat 8 senzills en el Top-Ten Billboard Hot Country Songs. El seu major èxit va ser l'àlbum Some Gave All l'any 1992 (amb el tema "Achy Breaky Heart"), el qual ha estat certificat nou vegades multi-platí als Estats Units i és l'artista que va estar més temps en primera posició en el Billboard 200 (7 setmanes consecutives). L'àlbum va vendre més de 20 milions de còpies al voltant del món. Des de l'inici de la seva carrera i fins 2019, Cyrus ha llançat 35 senzills, dels quals 16 van estar en el Top 40. Com a actor, destaca que de 2001 a 2004, Cyrus va protagonitzar la sèrie Doc i posteriorment, el 2006, va començar a protagonitzar la sèrie de Disney Channel, "Hannah Montana" amb la seva filla Miley Cyrus.

## Biografia
És fill de Ron Cyrus (un polític), i de Ruth Ann Cast. Els seus pares es van divorciar quan només tenia 5 anys. Va ser descobert en el programa "Mercury Talent Scouts" l'any 1990. El seu primer fill, Christopher Cody, va ser concebut amb una cambrera mentre treballava a Carolina del Sud el juliol de 1991 durant una relació amb Billy, però l'abril del següent any que va néixer Christopher ells ja s'havien separat. Va tornar a Kentucky, amb Leticia "Tish" Ann Finley quan estava embarassada de la (Miley Cyrus). Billy es va casar amb Tish el 28 de desembre de 1992. després que Miley naixés el 1992, Tish per la seva banda ja tenia 2 fills de Baxter Neal Helson: Trace Cyrus (vocalista i guitarrista de la banda Metro Station) i Brandi Cyrus, a qui Billy va adoptar legalment. Billy i Tish com a parella van tenir 3 fills mutus: Miley Cyrus, Brayson Chance Cyrus i Noah Cyrus. El setembre de 2010 es va anunciar el divorci entre Billy i Tish, però el divorci va ser cancel·lat mesos més tard.

## Música

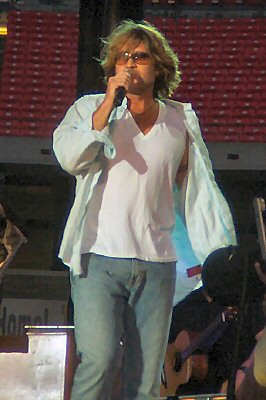
Billy Ray Cyrus.

### PolyGram / Mercury (1990-1995)
El 1990, Billy Ray va signar un contracte amb PolyGram / Mercury.  Some Gave All va ser el disc debut de Cyrus, aquest CD va aconseguir instantàniament ocupar moltíssims llocs, com # 1 en el Billboard Top Country Albums, Billboard 200, Canadian Country Albums Chart, Canadian Albums Chart, i en moltes altres ciutats. L'àlbum va estar quatre setmanes consecutives en el Top 40 singles al Hot Country Singles i Tracks. L'àlbum va aconseguir llocs des de 1992 fins a 1993; inclosa la cançó Some Gave All (cançó) | Some Gave All. El senzill més important va ser " Achy Breaky Heart". Va aconseguir # 1 en el Hot Country Singles & Tracks i també va ser un èxit en les llistes del gènere pop, on va aconseguir # 4. Mentre aquell senzill arribava als números u, "Coulds've Been Me" va aconseguir el lloc # 2, i "Wher'm I Gonna Live?" Va aconseguir # 23, i " She 's Not Cryin' Anymore "el # 6 i té els cabells llargs.
 Some Gave All va ser certificat nou vegades multi-platí el 1996, als Estats Units, i va vendre 20 milions de còpies al món.
El 1993 Mercury Records van llançar el segon àlbum de Billy Ray, It Won't Be the Last. D'aquest àlbum 4 cançons van ser senzills, però només tres van arribar al Top 40. L'àlbum va debutar # 1 en el Country charts, i # 3 el Billboard 200. A finals d'any, It Won't Be the Last va ser certificat Disc de Platí/ platí per la RIAA. El senzill més important va ser "In the Heart of a Woman" aconseguint la posició # 3, amb "Somebody New" va arribar al # 9, " Words By Heart" al # 12, i " Talk Some" va quedar en el # 63.
El tercer àlbum d'estudi de Cyrus, Storm in the Heartland, va ser llançat el 1994. Aquest àlbum va ser l'últim que va fer per PolyGram, ja que l'empresa va tancar el 1995 i va ser venuda a Universal. Tot i això, aquest àlbum no va ser tan important com els anteriors. Va aconseguir # 11 en la llista d'àlbums country, i només la cançó del títol va aconseguir arribar al Top 40 de la llista de senzills country. " Deixa Blue" va ser el segon senzill, arribant al lloc # 66, i el tercer i final senzill, "One Last Thrill", va fallar a les llistes.

### Mercury Nashville (1996 - 2000)
L'àlbum de Cyrus més aclamat per la crítica va ser el 1996, Trail of Tears (disc) | Trail of Tears de Mercury Records. L'àlbum va debutar com # 20 en les llistes Country quan va ser llançat. Dues cançons van ser èxits a la ràdio, i una va arribar al Top 60. La cançó "Three Little Words" també va ser com a senzill, arribant al lloc # 69, i # 65.
Al costat de Mercury Nashville va llançar Shot Full of Love l'any 1998. L'àlbum es va convertir la caiguda més baixa que Cyrus va aconseguir, debutant en el lloc # 32. El primer senzill, "Under the Hood", va fallar, " Time for Letting Go" aconseguir el # 70, " Busy Man" el # 3, i " I Give My Heart to You "va ser al # 41. Després que l'àlbum no aconseguí bons resultats, Cyrus va deixar Mercury i va signar un contracte amb Monument Records l'any 1999.
El seu àlbum debut per Monument Records, Southern Rain, va ser llançat el 2000. Va debutar com # 13 en Country àlbums Chart i # 102 en el Billboard 200. Cinc senzills van ser llançats i tots cinc van aconseguir arribar en bones posicions. El senzill, You Won't Be Lonely Now", va ser el millor senzill de l'àlbum, arribant al lloc # 17. Altres senzills van ser "We the People" (# 60), "Burn Down the Trailer Park" (# 43), "Crazy 'Bout You Baby" (# 58), i la cançó del títol (# 45).
També va gravar un disc amb el colombià Alejandro Uribe, el qual va tenir una bona collida a la terra del col·laborador de Cyrus i també en altres països.

### Música Cristiana (2003)
Posteriorment, va decidir treure dos àlbums de temes cristians, Time Flies i The Other Side (àlbum de Billy Ray Cyrus) | The Other Side, llançats el 2003. El primer àlbum va aconseguir # 56 en el Country Album Charts. Van ser llançats 3 senzills: "Bread Alone", "What Else Is There", i "Back to Memphis" van ser senzills. Aquest últim va arribar al lloc # 60.
 The Other Side, va ser realitzat mentre Cyrus treballava en la sèrie Doc Va debutar com # 5 a Top Christian Albums chart, # 18 Top Country Albums, i # 131 en Billboard 200. Dos de 3 senzills van entrar en les llistes d'èxits, "Face of God" (# 54) i "The Other Side" (# 45), quan "Always Sixteen" va fallar.

### Disney Enterntainment (2005)
L'àlbum Wanna Be Your Joe va ser llançat quan Cyrus filmava el programa Hannah Montana sota el segell New Door / Ume Records.  Wanna Be Your Joe va anar al # 24 en Country charts i # 113 en la llista general. L'àlbum es va vendre bastant bé.
També és reconegut per ser la persona que escriu les cançons a la ' 'Destiny Hope o (Miley)a la sèrie en la qual va participa amb el rol de pare vidu anomenada "Hannah Montana "

## Actuació
Paral·lelament a la seva carrera musical, Cyrus va començar la seva carrera com a actor el 1999, protagonitzant la sèrie Radical Jack.
Posteriorment, el 2001 va protagonitzar la sèrie Doc. També va fer algun cameo en sèries com The Nanny, Diagnosi Assassinat, Love Boat, The Next Wave i  18 Wheels Of Justice.
Des de 2006 va participar en la sèrie Hannah Montana (ja acabada) fent de pare de la seva filla de la vida real, Miley Cyrus.

## Re-llançament de la seva carrera musical
El 2007, Cyrus va ser la celebritat en la quarta temporada de Dancing with the Stars. També va ser el company de Karina Smirnoff, amb qui va arribar a la semifinal, aconseguint el 5 º lloc.
Després, va treure un nou àlbum. Home at Last que va ser llançat al juliol de 2007. Va debutar # 3 el Country charts, convertint primer a Cyrus en el Top 5 des que It Won't Be the Last va debutar # 1 el 1993. Les vendes de l'àlbum es va vendre molt, però no va aconseguir ser certificat. El senzill "Ready, Set, Don't Go", el qual ell va escriure per a la seva filla Miley Cyrus sobre el que ell sentia com a pare en veure-la créixer, inicialment va ser un solo, però en les presentacions en viu de vegades la cantava amb la seva filla. La versió en solo va ser # 33 en Hot Country Songs.
L'octubre de 2007, Cyrus i la seva filla Miley, van cantar la cançó a duet al programa Dancing with the Stars. La cançó duet va arribar al # 27 en Country charts i va arribar al lloc # 4 el 2008.
Entre 2009 i 2010 va formar part de la banda Brother Clyde, amb la que va enregistrar un àlbum homònim. Un cop separats, el cantant va reprendre la seva carrera en solitari, enregistrant cinc CDs més durant aquesta dècada

### "Old Town Road remix"
La cançó de Lil Nas X Old Town Road, un country-rap, va ser un èxit supervendes sense precedents a tot el món, a causa de la seva repercussió en xarxes socials. Poc després del seu llançament, Billy Ray Cyrus va participar en l'enregistrament del seu remix, amb el que va aconseguir el seu primer #1 a la llista Hot 100, a més de 18 setmanes en aquesta mateixa llista, la certificació de diamant per superar els 10 milions d'unitats venudes i dos premis Grammy (millor video musical i millor cançó pop per duo o grup).

## Discografia
Àlbums d'Estudi
- 1992: Some Gave All
- 1993: It Won't Be the Last
- 1994: Storm in the Heartland
- 1996: Trail of Tears
- 1997: Shot Full of Love
- 1998: Southern Rain
- 2003  Time Flies
- 2005: The Other Side
- 2006: Wanna Be Your Joe
- 2006: I Learned From You
- 2007: Love Songs
- 2009: Back To Tennessee
- 2011: I'm American
- 2012: Change My Mind
- 2016: Thin Line
- 2017: Set the Record Straight
- 2019: The Snakedoctor Circus

Recopilatoris
- 1997: Best of Billy Ray Cyrus: Cover To Cover
- 2003: 20th Century Masters - The Millennium Collection: The Best of Billy Ray Cyrus
- 2004: The Definitive Collection
- 2004: Achy Breaky Heart
- 2005: The Collection
- 2014: The Definitive Collection (2014)

## Filmografia
| Any         | Títol                                                     | Rol                | Notes                                                |
| ----------- | --------------------------------------------------------- | ------------------ | ---------------------------------------------------- |
| 2000        | Radical Jack                                              | Jack               | pel·lícula                                           |
| 2001        | Doc                                                       | Dr. Clint Cassidy  | Sèrie de TV                                          |
| 2001        | Mulholland Drive                                          | Generalitat        |                                                      |
| 2002        | Wish You Were Dead                                        | Dean Longo         |                                                      |
| 2004        | Death and Texas                                           | Spoade Perkins     |                                                      |
| 2004        | Love Me Tender (Elvis Has Left the Building)              | Hank               |                                                      |
| 2005        | Fame or Glam                                              | Geraund Tate       | Sèrie de TV                                          |
| 2006 - 2011 | Hannah Montana                                            | Robbie Ray Stewart | Sèrie de TV (Disney Channel)                         |
| 2007        | Hannah Montana & Miley Cyrus: Best of Both Worlds Concert | Com ell mateix     | Pel·lícula 3-DA, a rodar el 2007 ja estrenar el 2008 |
| 2009        | Flying by                                                 | George Barron      | Pel·lícula Independent                               |
| 2009        | Hannah Montana: The Movie                                 | Robbie Ray Stewart | Pel·lícula original (Walt Disney Pictures)           |
| 2010        | The Spy Next Door                                         | Colton             |                                                      |

## Guardons
Nominacions
- 1993: Grammy al millor nou artista